# Journal of the South African Forestry Association
Journal of the South African Forestry Association (abreviado J. S. African Forest. Assoc.) es una revista con ilustraciones y descripciones botánicas que es editada en Sudáfrica desde el año 1938.